# Nirasaki
Nirasaki (韮崎市, Nirasaki-shi?) è una città giapponese della prefettura di Yamanashi.